# Arcidiocesi di Taipei
L'arcidiocesi di Taipei (in latino: Archidioecesis Taipehensis) è una sede metropolitana della Chiesa cattolica a Taiwan. Nel 2022 contava 43.500 battezzati su 7.390.000 abitanti. È retta dall'arcivescovo Thomas An-Zu Chung.

## Territorio
L'arcidiocesi comprende le special municipality di Taipei e Nuova Taipei, la città di Keelung e la contea di Yilan nella parte nord-orientale di Taiwan.
Sede arcivescovile è la città di Taipei, dove si trova la cattedrale dell'Immacolata Concezione.
Il territorio si estende su 4.600 km² ed è suddiviso in 93 parrocchie, raggruppate in 10 decanati.

## Storia
La prefettura apostolica di Taipei fu eretta il 30 dicembre 1949 con la bolla Quo in Insula di papa Pio XII, ricavandone il territorio dal vicariato apostolico dell'Isola di Formosa (oggi diocesi di Kaohsiung).
Il 7 agosto 1952 ha ceduto una porzione del suo territorio a vantaggio dell'erezione della prefettura apostolica di Hwalien (oggi diocesi) e lo stesso giorno con la bolla Gravia illa Christi dello stesso papa Pio XII la prefettura apostolica è stata elevata al rango di arcidiocesi metropolitana.
Il 4 dicembre 1959 con il decreto Religiosa Congregatio della Sacra Congregazione Concistoriale l'arcidiocesi di Taipei, che era gestita dalla Congregazione dei discepoli del Signore, è stata affidata al clero secolare cinese.
Il 21 marzo 1961 ha ceduto una porzione del suo territorio a vantaggio dell'erezione della diocesi di Hsinchu.
Dal 14 settembre 1981 l'arcivescovo di Taipei è anche amministratore apostolico delle isole Kinmen o Quemoy e Matsu, che dopo l'ascesa del regime comunista nella Cina continentale sono entrate a far parte della repubblica di Taiwan, pur restando ecclesiasticamente parte della diocesi cinese di Xiamen.

## Cronotassi dei vescovi
Si omettono i periodi di sede vacante non superiori ai 2 anni o non storicamente accertati.
- Joseph Kuo Joshih, C.D.D. † (13 giugno 1950 - 4 dicembre 1959 dimesso[3])
  - Sede vacante (1959-1966)[4]
- Stanislaus Lokuang † (15 febbraio 1966 - 5 agosto 1978 dimesso)
- Matthew Kia Yen-wen † (15 novembre 1978 - 11 febbraio 1989 dimesso)
- Joseph Ti-kang † (11 febbraio 1989 succeduto - 24 gennaio 2004 ritirato)
- Joseph Cheng Tsai-fa † (24 gennaio 2004 - 9 novembre 2007 ritirato)
- John Hung Shan-chuan, S.V.D. (9 novembre 2007 - 23 maggio 2020 ritirato)
- Thomas An-Zu Chung, dal 23 maggio 2020

## Statistiche
L'arcidiocesi nel 2022 su una popolazione di 7.390.000 persone contava 43.500 battezzati, corrispondenti allo 0,6% del totale.
| anno | popolazione | popolazione | popolazione | presbiteri | presbiteri | presbiteri | presbiteri                | diaconi | religiosi | religiosi | parrocchie |
| anno | battezzati  | totale      | %           | numero     | secolari   | regolari   | battezzati per presbitero | diaconi | uomini    | donne     | parrocchie |
| ---- | ----------- | ----------- | ----------- | ---------- | ---------- | ---------- | ------------------------- | ------- | --------- | --------- | ---------- |
| 1950 | 2.315       | 2.653.457   | 0,1         | 14         | 7          | 7          | 165                       |         | 6         | 33        |            |
| 1970 | 50.412      | 3.383.845   | 1,5         | 292        | 80         | 212        | 172                       |         | 249       | 337       | 130        |
| 1980 | 50.105      | 3.873.000   | 1,3         | 278        | 73         | 205        | 180                       |         | 258       | 429       | 123        |
| 1990 | 74.348      | 6.274.348   | 1,2         | 271        | 79         | 192        | 274                       |         | 267       | 410       | 123        |
| 1999 | 81.547      | 6.960.599   | 1,2         | 262        | 63         | 199        | 311                       |         | 335       | 396       | 97         |
| 2000 | 82.014      | 7.002.434   | 1,2         | 258        | 65         | 193        | 317                       |         | 287       | 395       | 96         |
| 2001 | 82.480      | 7.077.366   | 1,2         | 253        | 62         | 191        | 326                       |         | 307       | 406       | 94         |
| 2002 | 82.903      | 7.100.819   | 1,2         | 302        | 63         | 239        | 274                       |         | 334       | 374       | 94         |
| 2003 | 83.383      | 7.138.859   | 1,2         | 287        | 62         | 225        | 290                       |         | 288       | 420       | 96         |
| 2004 | 83.893      | 7.159.198   | 1,2         | 275        | 60         | 215        | 305                       |         | 315       | 420       | 95         |
| 2010 | 38.037      | 7.331.027   | 0,5         | 251        | 59         | 192        | 151                       |         | 250       | 367       | 93         |
| 2014 | 42.963      | 7.474.815   | 0,6         | 248        | 52         | 196        | 173                       |         | 296       | 392       | 93         |
| 2017 | 45.189      | 7.504.500   | 0,6         | 227        | 37         | 190        | 199                       |         | 258       | 439       | 93         |
| 2020 | 43.353      | 7.486.808   | 0,6         | 264        | 31         | 233        | 164                       |         | 313       | 367       | 93         |
| 2022 | 43.500      | 7.390.000   | 0,6         | 215        | 37         | 178        | 202                       |         | 230       | 328       | 93         |